# Dukang
Dukang (kinesiska: 都康乡, 都康) är en socken i Kina. Den ligger i den autonoma regionen Guangxi, i den södra delen av landet, omkring 130 kilometer väster om regionhuvudstaden Nanning. Antalet invånare är 24197. Befolkningen består av 11 800 kvinnor och 12 397 män. Barn under 15 år utgör 21,0 %, vuxna 15-64 år 65 %, och äldre över 65 år 13,0 %.
Genomsnittlig årsnederbörd är 1 664 millimeter. Den regnigaste månaden är juli, med i genomsnitt 286 mm nederbörd, och den torraste är februari, med 25 mm nederbörd.